# U 57 (U-Boot, 1938)
U 57 war ein deutsches U-Boot vom Typ II C, das im Zweiten Weltkrieg von der deutschen Kriegsmarine eingesetzt wurde.

## Geschichte
Der Auftrag für das Boot wurde am 17. Juni 1937 an die Deutsche Werke, Kiel vergeben. Die Kiellegung erfolgte am 14. September 1937, der Stapellauf am 3. September 1938, die Indienststellung unter Oberleutnant zur See Claus Korth fand schließlich am 29. Dezember 1938 statt.
Das Boot gehörte von der Indienststellung am 31. Dezember 1938 bis zum 31. Dezember 1939 als Ausbildungs- und Frontboot zur U-Flottille „Wegener“ in Kiel. Nach der Neugliederung der Flottillen gehörte U 57 vom 1. Januar 1940 bis zum 3. September 1940 zur 1. U-Flottille in Kiel. Am 3. September 1940 kollidierte das Boot in Brunsbüttel mit dem norwegischen Dampfer Rona und sank. Hierbei starben sechs Besatzungsmitglieder von U 57. In den darauffolgenden Tagen wurde das U-Boot gehoben. Nach Reparatur und Wiederindienststellung kam das Boot am 11. Januar 1941 als Schulboot zur 22. Flottille in Gotenhafen bzw. ab dem 1. Juli 1944 bis zum 3. Mai 1945 zur 19. U-Flottille in Pillau bzw. Kiel.
U 57 unternahm während seiner Dienstzeit zehn Feindfahrten, auf denen es 13 Schiffe mit einer Gesamttonnage von 66.484 BRT versenken konnte.

## Einsatzstatistik

### Erste Unternehmung
Das Boot lief am 15. August 1939 von Neustadt (Holstein) aus, um während des Überfalls auf Polen die Ostseezugänge zu überwachen, da polnische Kriegsschiffe nach Großbritannien fliehen wollten. Es lief am 18. September 1939 in Kiel ein. Bei dieser Unternehmung, die in mehreren Etappen erfolgte, waren keine Versenkungen erzielt worden. U 57 lief am 26. August 1939 um 14.07 Uhr in Memel ein und um 21.32 Uhr wieder aus, um erneut am 2. September 1939 um 18.15 Uhr in Memel einzulaufen und am 3. September um 9.00 Uhr wieder aus. Am 5. September 1939 um 2.05 Uhr lief das Boot für eine Neuausrüstung in Kiel ein und verließ es noch am gleichen Tag um 14.35 Uhr wieder. Auf dieser 26 Tage dauernden Unternehmung in der Ostsee und im Skagerrak wurden keine Schiffe versenkt oder beschädigt.

### Zweite Unternehmung
Das Boot lief am 25. Oktober 1939 um 2.08 Uhr von Kiel aus und lief am 5. November 1939 um 9.59 Uhr wieder dort ein. Auf dieser zwölf Tage dauernden und 1.065,5 sm über und 126,9 sm unter Wasser langen Unternehmung in die Nordsee im Gebiet um das Noordhinder Feuerschiff, wurden keine Schiffe versenkt oder beschädigt.

### Dritte Unternehmung
Das Boot lief am 12. November 1939 um 2.30 Uhr von Kiel aus und lief am 23. November 1939 um 21.00 Uhr wieder dort ein. Auf dieser zwölf Tage dauernden Unternehmung in die Nordsee und der britischen Ostküste, wurden zwei Schiffe mit 2.949 BRT versenkt.
- 17. November 1939: Versenkung des litauischen Dampfers Kaunas mit 1.566 BRT. Der Dampfer wurde durch einen G7e-Torpedo versenkt. Er fuhr in Ballast und war auf dem Weg von Gent nach Hartlepool. Es gab einen Toten.

- 19. November 1939: Versenkung des britischen Dampfers Stanbrook mit 1.283 BRT. Der Dampfer wurde durch einen G7a-Torpedo versenkt. Er fuhr in Ballast und war auf dem Weg von Antwerpen nach Blyth. Es war ein Totalverlust mit 19 Toten.

### Vierte Unternehmung
Das Boot lief am 5. Dezember 1939 um 1.00 Uhr von Kiel aus und lief am 16. Dezember 1939 um 20.30 Uhr wieder dort ein. Auf dieser zehn Tage dauernden Unternehmung in die Nordsee und der britischen Ostküste wurde ein Schiff mit 1.173 BRT versenkt.
- 13. Dezember 1939: Versenkung des sowjetischen Dampfers Mina mit 1.173 BRT. Der Dampfer wurde durch einen G7e-Torpedo versenkt. Er fuhr in Ballast und war auf dem Weg von London nach Hull. Es war ein Totalverlust mit 17 Toten.

### Fünfte Unternehmung
Das Boot lief am 16. Januar 1940 um 22.07 Uhr von Kiel aus und lief am 25. Januar 1940 um 14.49 Uhr in Wilhelmshaven ein. Auf dieser neun Tage dauernden Minenunternehmung im Cromarty Firth wurden neun TMB-Minen gelegt und zwei Schiffe mit 9.568 BRT versenkt.
- 20. Januar 1940: Versenkung des schwedischen Dampfers Foxen (Lage) mit 1.304 BRT. Der Dampfer wurde durch einen G7e-Torpedo versenkt. Er hatte Kohle und Koks geladen und befand sich auf dem Weg von Liverpool/Garsten nach Göteborg. Es gab acht Tote und einen Überlebenden.

- 26. Januar 1940: Versenkung des britischen Dampfers Durham Castle mit 8.217 BRT. Der Dampfer wurde durch einen Minentreffer versenkt. Es war ein Wohn- und Versorgungsschiff der Royal Navy.

### Sechste Unternehmung
Das Boot lief am 8. Februar 1940 um 12.20 Uhr von Wilhelmshaven aus und lief am 25. Februar 1940 um 10.40 Uhr wieder dort ein. Auf dieser 16 Tage dauernden und zirka 1.700 sm über und 249 sm unter Wasser langen Unternehmung in die Nordsee und auf der Höhe der Shetlandinseln, wurde ein Schiff mit 10.191 BRT versenkt und ein Schiff mit 4.996 BRT beschädigt.
- 14. Februar 1940: Versenkung des britischen Tankers Gretafield (Lage) mit 10.191 BRT. Der Tanker wurde durch zwei G7a-Torpedo versenkt. Der Tanker trieb zwar noch an die Küste, brach jedoch am 19. Februar 1940 in zwei Teile. Das Schiff konnte nicht mehr gerettet werden. Es hatte 13.000 t Heizöl geladen und befand sich auf dem Weg von Curaçao über Halifax nach Invergordon. Das Schiff war ein Nachzügler der Konvois HX-18 mit 43 Schiffen. Es gab elf Tote und 30 Überlebende.

- 21. Februar 1940: Beschädigung des britischen Dampfers Loch Maddy mit 4.996 BRT. Der Dampfer wurde von Captain William Park kommandiert und hatte sich dem HX-Geleitzug HX 19 angeschlossen, der Halifax am 7. Februar mit Kurs auf Liverpool verlassen hatte. Das Schiff war ein Nachzügler und hatte 2.000 t Weizen sowie 6.000 t Bauholz geladen.  Die Loch Maddy wurde am 21. Februar um sechs Uhr morgens durch einen G7e-Torpedo beschädigt. Es gab vier Tote unter der Crew des Maschinenraums. Die 39 Überlebenden verließen das Schiff, welches bis zum nächsten Tag steuerlos dahintrieb. Gegen ein Uhr nachts wurde die Loch Maddy erneut torpediert, diesmal von U 23 unter dem Kommando von Otto Kretschmer. Das Schiff zerbrach in zwei Teile, wovon der vordere rasch sank, während das Heck, das aufgrund der Holzladung viel Auftrieb hatte, weiterschwamm. Die Überreste der Loch Maddy wurden von der HMS St Mellons in Schlepp genommen und zur Inganess Bay gebracht.[1] Dort wurde die Ladung gelöscht.

### Siebente Unternehmung
Das Boot lief am 14. März 1940 um 14.25 Uhr von Wilhelmshaven aus und lief am 29. März 1940 um 8.38 Uhr wieder dort ein. Auf dieser 15 Tage dauernden und zirka 1.700 sm über und 223 sm unter Wasser langen Unternehmung in die Nordsee und der britischen Ostküste, wurde ein Schiff mit 5.742 BRT versenkt.
- 25. März 1940: Versenkung des britischen Tankers Daghestan (Lage) mit 5.742 BRT. Der Tanker wurde durch einen G7e-Torpedo versenkt. Er hatte 7.600 t Rohöl geladen und befand sich auf dem Weg von Scapa Flow nach Sullom Voe. Es gab drei Tote und 29 Überlebende.

### Achte Unternehmung
Das Boot lief am 4. April 1940 um 15.12 Uhr zum Unternehmen Weserübung von Wilhelmshaven aus und lief am 7. Mai 1940 um 16.16 Uhr in Kiel ein. Auf dieser 34 Tage dauernden und zirka 3.200 sm über und 579 sm unter Wasser langen Unternehmung vor Norwegen und dem Pentland Firth, wurden keine Schiffe versenkt oder beschädigt.

### Neunte Unternehmung
Das Boot lief am 11. Juli 1940 um 18.00 Uhr von Kiel aus und lief am 7. August 1940 um 19.16 Uhr in Lorient ein. Das Boot lief zur Ergänzung am 20. Juli 1940 in Bergen ein und am 22. Juli 1940 um 20.00 Uhr wieder dort aus. Auf dieser 27 Tage dauernden und zirka 3.810 sm über und 271 sm unter Wasser langen Unternehmung in den Nordatlantik, den Nordkanal und dem North Minch wurden drei Schiffe mit insgesamt 12.773 BRT versenkt.
- 17. Juli 1940: Versenkung des schwedischen Dampfers O.A. Brodin (Lage) mit 1.960 BRT. Das Schiff wurde durch einen G7e-Torpedo versenkt. Er hatte 2.665 t Holz und Holzschliff geladen und befand sich auf dem Weg von Burlington nach Kirkwall. Es gab drei Tote und 21 Überlebende.

- 17. Juli 1940: Versenkung des britischen Dampfers Manipur (Lage) mit 8.652 BRT. Der Dampfer wurde durch zwei Torpedos versenkt. Er hatte Eisen, Stahl, Kupfer und Zinkplatten geladen und befand sich auf dem Weg von Baltimore über Halifax nach London. Das Schiff gehörte zum Konvoi HX-55A mit 23 Schiffen. Es gab 14 Tote und 65 Überlebende.

- 3. August 1940: Versenkung des schwedischen Dampfers Atos mit 2.161 BRT. Der Dampfer wurde durch einen Torpedo versenkt. Er hatte 1.700 t Frachtgut und sechs Passagiere an Bord und befand sich auf dem Weg von Liverpool nach Petsamo. Es gab einen Toten und 27 Überlebende.

### Zehnte Unternehmung
Das Boot lief am 14. August 1940 um 21.00 Uhr von Lorient aus. Auf dieser 20 Tage dauernden und zirka 2.300 sm über und 110 sm unter Wasser langen Unternehmung in den Nordatlantik, dem Nordkanal, den Hebriden und der Nordsee, wurden drei Schiffe mit 24.088 BRT versenkt und ein Schiff mit 5.407 BRT beschädigt.
- 24. August 1940: Versenkung des britischen Dampfers Cumberland (Lage) mit 10.939 BRT. Der Dampfer wurde durch einen Torpedo versenkt. Er hatte 9.000 t Metall und Frachtgut geladen und befand sich auf dem Weg von Glasgow über Liverpool nach Curaçao und Port Chalmers (Neuseeland). Das Schiff gehörte zum Konvoi OB-202 mit 32 Schiffen. Es gab vier Tote und 54 Überlebende.

- 24. August 1940: Versenkung des britischen Dampfers Saint Dunstan (Lage) mit 5.681 BRT. Der Dampfer wurde durch einen Torpedo versenkt. Er fuhr im Ballast und war auf dem Weg von Glasgow nach Baltimore. Das Schiff gehörte zum Konvoi OB-202. Es gab 14 Tote und 49 Überlebende.

- 24. August 1940: Beschädigung des britischen Dampfers Havildar mit 5.407 BRT. Der Dampfer wurde durch einen Torpedo beschädigt. Er hatte 4.000 t Stückgut geladen und befand sich auf dem Weg von Glasgow und Liverpool nach Durban und Rangun. Das Schiff gehörte zum Konvoi OB-202. Es gab keine Verluste.

- 25. August 1940: Versenkung des britischen Tankers Pecten (Lage) mit 7.468 BRT. Der Tanker wurde durch zwei Torpedos versenkt. Er hatte 9.546 t Heizöl geladen und war auf dem Weg von Trinidad nach Clyde. Das Schiff war ein Nachzügler des Konvois HX-65 mit 51 Schiffen. Es gab 49 Tote und acht Überlebende.

Das Boot wurde bei der Rückkehr, am 3. September 1940, in der Brunsbüttel-Schleuse von dem norwegischen Dampfer Rona gerammt, und sank. Dabei kamen sechs Mann der Besatzung ums Leben.

## Verbleib
Nach der Außerdienststellung am 16. September 1940 und erfolgter Reparatur wurde U 57 am 11. Januar 1941 als Schulboot für die 22. U-Flottille wieder in Dienst gestellt.
Am 30. April 1945 wurde das Boot außer Dienst gestellt, in den folgenden Nächten durch Bombenangriffe schwer beschädigt und daraufhin am 3. Mai 1945 in Kiel gemäß dem lange bestehenden Regenbogen-Befehl von seiner Besatzung selbstversenkt und nach Kriegsende abgebrochen.